# Liešno
Liešno (Hongaars: Turócerdőd) is een Slowaakse gemeente in de regio Žilina, en maakt deel uit van het district Turčianske Teplice. Liešno telt 53 inwoners.

## Geschiedenis
In historische documenten wordt het dorp voor het eerst genoemd in 1322. Voor de oprichting van onafhankelijk Tsjecho-Slowakije in 1918 maakte het deel uit van het district Turóc binnen het Koninkrijk Hongarije. Van 1939 tot 1945 maakte het deel uit van de Slowaakse Republiek.

## Geografie
De gemeente ligt op een hoogte van 472 meter en heeft een oppervlakte van 1,944 km². Er wonen ongeveer 57 mensen.